# Homografiska Museet

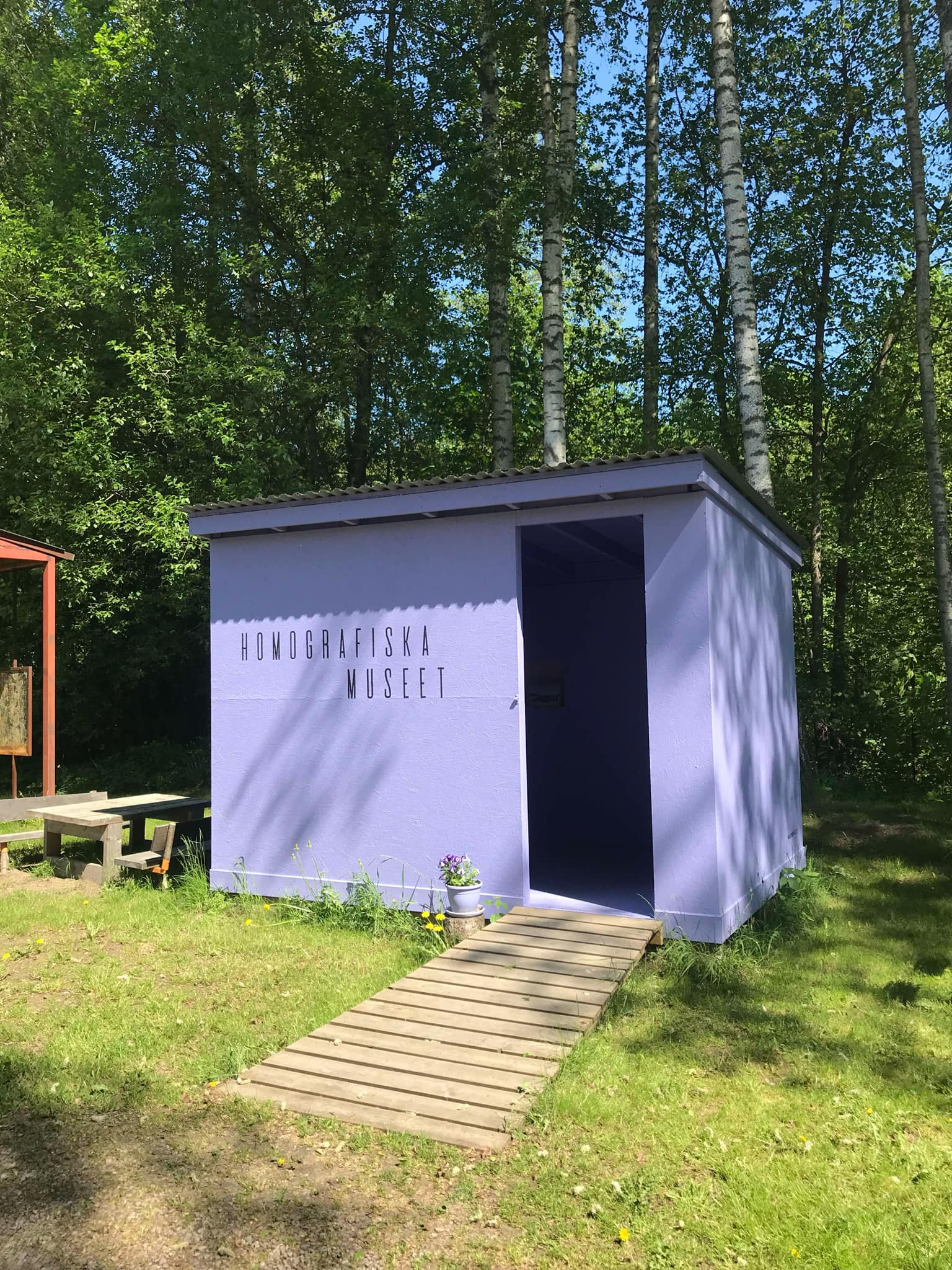
Homografiska Museet i Fengersfors, Dalsland.

Homografiska Museet är ett museum grundat 2020 och beläget i Fengersfors, några kilometer från Åmål. 
Museet grundades 2020 av Funny Livdotter med ambitionen att låta queerkonst bli till historiska artefakter och skapa en queerutopi genom att visa en världsbild med variation och representation. Idén uppstod i en frustration kring bristen på representation och återberättandet av queera personer och historier.
Museet köper varje år in fem konstverk som visas under en säsong i museets fysiska lokaler. Konstnärerna väljs av styrelsen och de får fria händer i sitt skapande. Artefakterna finns sedan kvar i museets digitala samling där det även går att se videoguider skapade till varje konstverk.

## Utmärkelser
- 2024 – Åmåls kulturpris, med motiveringen ”Museet är ett internationellt unikt kulturprojekt som bidrar till att sätta Åmåls kommun på kartan. Det utgör en arena för samtida queer konst inom många discipliner, ett initiativ som synliggör viktiga och aktuella samhällsfrågor både i den mindre kommunen och i ett större sammanhang”.[4]

## Utställningar
- 30 november 2024–26 januari 2025: Pop-up med videoverk och konstfilm i Konsthallen Trollhättan[5]
- 7 december 2024–1 februari 2025: Hela samlingen visas på Vänersborgs Konsthall[6]

## Artefakter
Nedan är en förteckning över artefakter vid Homografiska Museet.
| Artefaktnummer | Konstnär                                               | Inköpt år |
| -------------- | ------------------------------------------------------ | --------- |
| 0001           | Stella Palm                                            | 2020      |
| 0002           | [Okänd]                                                | 2020      |
| 0003           | Ida Hansson                                            | 2020      |
| 0004           | Thea Ekholm                                            | 2020      |
| 0005           | Ida Brattmo                                            | 2020      |
| 0006           | Rolf Rufus Butcher Backman Ossandón                    | 2021      |
| 0007           | Emelie Rygfelt Wilander                                | 2021      |
| 0008           | Freja Wesik                                            | 2021      |
| 0009           | Kristin Ómarsdóttir                                    | 2021      |
| 0010           | Chrisse Kuisma Karlsson                                | 2021      |
| 0011           | Hinni Huttunen                                         | 2022      |
| 0012           | Katarina Aneer                                         | 2022      |
| 0013           | Johan Lundin                                           | 2022      |
| 0014           | Zafira Vrba Woodski                                    | 2022      |
| 0015           | Grebnellaw                                             | 2022      |
| 0016           | Karin Kent Grundberg                                   | 2023      |
| 0017           | August Kroon Andersson                                 | 2023      |
| 0018           | JJ von Panure (Duo Leïla Fromaget & Anastasia Gaspard) | 2023      |
| 0019           | Maria Norrman                                          | 2023      |
| 0020           | Leo Correia de Verdier                                 | 2023      |
| 0021           | Kolbrún Inga Söring                                    | 2024      |
| 0022           | Sam Message                                            | 2024      |
| 0023           | Del LaGrace Volcano(en)                                | 2024      |
| 0024           | Annaleena Prykäri                                      | 2024      |
| 0025           | Hanna Una Holmquist                                    | 2024      |
| 0026           | Lambert                                                | 2025      |
| 0027           | Anna Linder                                            | 2025      |
| 0028           | Marcelo Ferreira Gustafsson                            | 2025      |
| 0029           | Malin Palm                                             | 2025      |
| 0030           | Öykourgos Porfyris                                     | 2025      |